# مرحلة خروج المغلوب في دوري أبطال إفريقيا 2016
مرحلة خروج المغلوب في دوري أبطال أفريقيا 2016 سوف تلعب في الفترة من 16 سبتمبر إلى 23 أكتوبر 2016. تتنافس ما مجموعه أربعة فرق في مرحلة خروج المغلوب لتحديد بطل دوري أبطال أفريقيا 2016.

## الفرق المتأهلة
تأهل الفائز والوصيف لكل من المجموعتين في مرحلة المجموعات إلى مرحلة خروج المغلوب.

| المجموعة | الفائز            | الوصيف        |
| -------- | ----------------- | ------------- |
| أ        | الوداد البيضاوي   | زيسكو يونايتد |
| ب        | ماميلودي صن داونز | الزمالك       |

## النظام
في مرحلة خروج المغلوب، تلعب الفرق الأربعة مسابقة إقصاء أحادية. وتلعب المواجهات على أساس الذهاب والإياب من مباراتين. إذا كانت النتيجة الإجمالية متعادلة بعد مباراة الإياب، يطبق قانون الأهداف خارج الديار، وفي حال استمر التعادل، تستخدم ركلات الجزاء الترجيحية لتحديد الفائز (لا يتم خوض وقت إضافي).

## الجدول الزمني
الجدول الزمني لكل الدور على النحو التالي.
| الدور       | مباراة الذهاب     | مباراة الإياب     |
| ----------- | ----------------- | ----------------- |
| نصف النهائي | 16–18 سبتمبر 2016 | 23–25 سبتمبر 2016 |
| النهائي     | 14–16 أكتوبر 2016 | 21–23 أكتوبر 2016 |

## القوس
في نصف النهائي، يلاعب فائز المجموعة أ وصيف المجموعة ب، ويلاعب فائز المجموعة ب وصيف المجموعة أ، مع استضافة فائزي المجموعتين مباراة الإياب.
في النهائي، يلاعب فائزي نصف النهائي بعضهم بعضاً، مع تحديد ترتيب المواجهتين بواسطة قرعة، تجرى بعد قرعة مرحلة المجموعات.

|  | نصف النهائي | نصف النهائي       | نصف النهائي | نصف النهائي | نصف النهائي |   |                   | النهائي           | النهائي | النهائي | النهائي | النهائي |  |
|  |             |                   |             |             |             |   |                   |                   |         |         |         |         |  |
|  | 1           | زيسكو يونايتد     | 2           | 0           | 2           |   |                   |                   |         |         |         |         |  |
|  | 1           | زيسكو يونايتد     | 2           | 0           | 2           |   |                   |                   |         |         |         |         |  |
|  | 4           | ماميلودي صن داونز | 1           | 2           | 3           |   |                   |                   |         |         |         |         |  |
|  | 4           | ماميلودي صن داونز | 1           | 2           | 3           |   | ماميلودي صن داونز | ماميلودي صن داونز | 3       | 0       | 3       |         |  |
|  |             |                   |             |             |             |   | ماميلودي صن داونز | ماميلودي صن داونز | 3       | 0       | 3       |         |  |
|  |             |                   | الزمالك     | الزمالك     | 0           | 1 | 1                 |                   |         |         |         |         |  |
|  | 3           | الزمالك           | الزمالك     | الزمالك     | 0           | 1 | 1                 | 4                 | 2       | 6       |         |         |  |
|  | 3           | الزمالك           |             |             |             |   |                   |                   |         | 6       |         |         |  |
|  | 2           | الوداد البيضاوي   | 0           | 5           | 5           |   |                   |                   |         |         |         |         |  |

## نصف النهائي
| الفريق الأول  | إجم. | الفريق الثاني     | مباراة الذهاب | مباراة الإياب |
| ------------- | ---- | ----------------- | ------------- | ------------- |
| الزمالك       | 6–5  | الوداد البيضاوي   | 4–0           | 2–5           |
| زيسكو يونايتد | 2–3  | ماميلودي صن داونز | 2–1           | 0–2           |

| الزمالك                                              | 4–0   | الوداد البيضاوي |
| ---------------------------------------------------- | ----- | --------------- |
| شيكابالا 4' · حفني 18' · مرسي 49' · فتحي 73' (ركلة.) | تقرير |                 |

| الوداد البيضاوي                                       | 5–2   | الزمالك                  |
| ----------------------------------------------------- | ----- | ------------------------ |
| جيبور 13'، 45' · الحداد 18' · أونداما 56'، 63' (ر.ج.) | تقرير | مرسي 35' · أوهاويتشي 82' |

فاز الزمالك 6–5 بالإجمالي.
| زيسكو يونايتد   | 2–1   | ماميلودي صن داونز |
| --------------- | ----- | ----------------- |
| موانزا 54'، 56' | تقرير | بيليات 86'        |

| ماميلودي صن داونز  | 2–0   | زيسكو يونايتد |
| ------------------ | ----- | ------------- |
| لافور 5' · تاو 64' | تقرير |               |

فاز ماميلودي صن داونز 3–2 بالإجمالي.

## النهائي
| الفريق الأول      | إجم. | الفريق الثاني | مباراة الذهاب | مباراة الإياب |
| ----------------- | ---- | ------------- | ------------- | ------------- |
| ماميلودي صن داونز | 3–1  | الزمالك       | 3–0           | 0–1           |

| ماميلودي صن داونز                           | 3–0   | الزمالك |
| ------------------------------------------- | ----- | ------- |
| لافور 31' · لانغرمان 40' · جمال 46' (هـ.ذ.) | تقرير |         |

| الزمالك       | 1–0   | ماميلودي صن داونز |
| ------------- | ----- | ----------------- |
| أوهاويتشي 64' | تقرير |                   |

فاز ماميلود صن داونز 3–1 في مجموع المبارتين.

## روابط خارجية
- Orange CAF Champions League 2016, CAFonline.com